# Ferdinand Magellaan
Ferdinand Magellaan (Portugees: Fernão de Magalhães, Spaans: Hernando de Magallanes; Porto, ca. 1480 – Mactan, 27 april 1521) was een Portugese ontdekkingsreiziger, die in Spaanse dienst de eerste zeilreis rond de wereld leidde. Tijdens deze reis sneuvelde hij op de Filipijnen.

## Jeugd en vroege carrière
Magellaan werd in een kleinadellijke Portugese familie geboren in Porto, en bracht zijn jongere jaren in Lissabon door. In 1505 voer hij naar India op de vloot van Dom Francisco de Almeida, de eerste Portugese onderkoning in Azië.
Magellaan onderscheidde zich in 1509 tijdens de eerste Portugese verkenningstocht naar Malakka. Hij waarschuwde vlootvoogd Lopes de Sequeria net op tijd voor een ophanden zijnde aanval op de vloot door de Malakkers. Met krissen bewapende Malakkers waren op dat moment al massaal aanwezig op de schepen, maar de Portugezen konden de aanval afslaan. Hun landgenoten aan de wal werden echter allemaal afgeslacht. De enige overlevende was zijn neef en kameraad Francisco Serrão, die door Magellaan met een roeiboot van het strand werd geplukt. Magellaan werd voor zijn betoonde moed beloond met een bevordering tot officier.
Magellaan en Serrão waren er twee jaar later weer bij toen Almeida's opvolger Albuquerque Malakka veroverde. Magellaan keerde daarna terug naar Portugal, terwijl Serrão in december 1511 op een expeditie naar de Banda-eilanden vertrok. Na een schipbreuk bereikte hij op eigen houtje als eerste Europeaan de legendarische Specerijeneilanden. Serrão trad in dienst van de Sultan van Ternate. Serrão's brieven aan Magellaan gaven hem veel informatie over de Molukken en vormden een belangrijke stimulans voor Magellaan om deze eilanden ook te bereiken. In zijn laatste brief aan Serrão beloofde Magellaan zich spoedig weer bij hem te voegen, via Portugal, of op een andere manier. De ontmoeting zou echter nooit plaatsvinden: Serrão stierf enkele maanden voordat Magellaan zelf sneuvelde op de Filipijnen.
Na terugkeer in Portugal meldde Magellaan zich aan voor een expeditie naar Marokko. In 1514 liep hij daar verwondingen op, die hem voor het leven kreupel zouden maken. In het verdere verloop van de oorlog met de Moren was hij kwartiermeester. Hij werd ervan beschuldigd delen van de buit aan de Moren terug te hebben verkocht. Ondanks vrijspraak in zijn proces bleef zijn relatie met koning Emanuel I van Portugal slecht. Na vele verzoeken kreeg Magellaan eindelijk een audiëntie bij Emanuel. Hij verzocht om een verhoging van zijn toelage en een positie als kapitein op een schip naar Indië. Emanuel weigerde beide verzoeken. Op Magellaans vraag of hij dan vrij was om zijn diensten elders aan te bieden, antwoordde Emanuel, dat zijn doen en laten niet van belang waren voor Portugal.
Een jaar later, in oktober 1517, klopten Magellaan en zijn vriend, de wiskundige en geograaf Rui Faleiro, aan bij het Spaanse hof. Ze konden keizer Karel V binnen enkele maanden overtuigen een expeditie te ondersteunen, die een westwaartse route naar de Molukken moest opleveren.

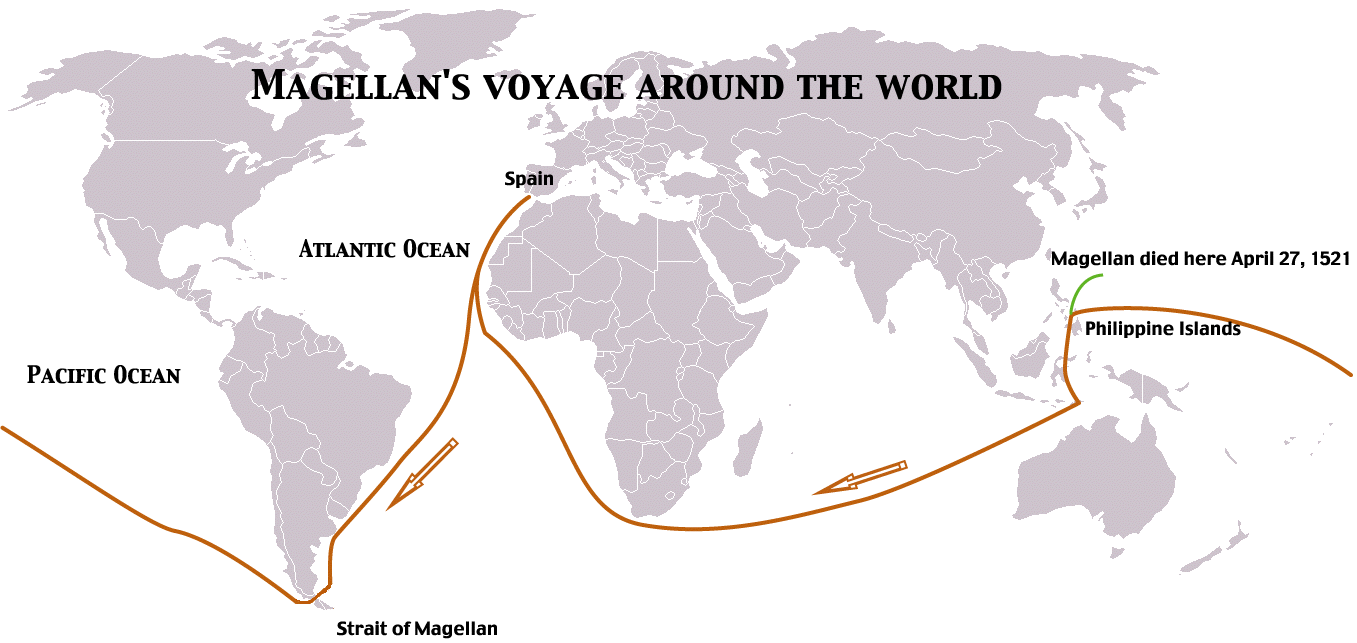
Magellaans reis rond de wereld

## Reis om de wereld

### Achtergrond van de expeditie
In 1494 was het Verdrag van Tordesillas gesloten tussen Spanje en Portugal. Dit verdrag verdeelde de niet-Europese wereld in een Spaanse en een Portugese invloedssfeer. De scheiding was een demarcatielijn op 370 legua (2193 km) ten westen van de Kaapverdische Eilanden. Dit was ongeveer halverwege de westelijkste Portugese bezittingen en de recente Spaanse ontdekkingen in het Caraïbisch gebied door Christoffel Columbus. De demarcatielijn komt volgens moderne berekeningen neer op de meridiaan van 46 graden westerlengte en loopt dwars door Brazilië. Het westelijke deel van de wereld was dus aan Spanje toebedeeld, het oostelijke aan Portugal. Aan de andere kant van de wereld ontmoetten de beide invloedssferen elkaar uiteraard ook weer. Maar waar precies, kon niemand objectief vaststellen. Beide landen aasden op de lucratieve specerijenhandel met de Molukken en beweerden dat deze binnen hun gebied lagen. In ieder geval was duidelijk dat Spanje alleen via een westelijke route de Molukken kon bereiken zonder het verdrag te schenden. Het is dus niet verwonderlijk, dat het Spaanse hof meer oren had voor Magellaans plannen naar een westelijke route dan het Portugese.
Columbus dacht na zijn oversteek over de Atlantische Oceaan Indië al bereikt te hebben, maar latere verkenningen van onder anderen Amerigo Vespucci toonden aan dat er wel degelijk een Nieuwe Wereld lag tussen Europa en Azië. In 1513 had Vasco Núñez de Balboa in Panama als eerste Europeaan een blik geworpen op de zee ten westen van Amerika. Men vermoedde dat er ergens in het zuiden een doorgang was naar deze zee. Juan Díaz de Solís had er in 1516 vergeefs naar gezocht bij de Río de la Plata. Magellaan was ervan overtuigd, dat het na het vinden van de doorgang nog maar een korte zeiltocht naar de Molukken zou zijn. 

### Vertrek en oversteek van de Atlantische Oceaan
De Armada de Moluccas verliet Sanlúcar de Barrameda op 20 september 1519 en bestond uit vijf schepen: het vlaggenschip was de karveel Trinidad, de andere schepen de kraken San Antonio, Concepción, Victoria en Santiago. Het gewicht van deze schepen varieerde van 75 tot 110 ton. Onder de 237 manschappen bevond zich de jonge Italiaan Antonio Pigafetta, wiens verslag de belangrijkste bron voor de reis vormt. De expeditie werd vanaf de start geplaagd door wantrouwen tussen de Portugese kapitein-generaal en zijn Spaanse kapiteins.
Uit - achteraf gegrond gebleken - angst voor onderschepping door een Portugese vloot koos Magellaan voor een zuidelijke koers richting Kaapverdische Eilanden. Daarna zette hij koers naar Brazilië, waar hij in december 1519 enkele weken bivakkeerde in Rio de Janeiro. De expeditie bereikte de Río de la Plata op 10 januari 1520, maar vond hier geen doorgang. Verder naar het zuiden belandde de vloot in terra incognita. Geteisterd door stormen aan de kust van Patagonië overwinterde de vloot zes maanden in de baai van San Julián. Magellaan bedwong daar op 2 april een muiterij van drie schepen. Hij blokkeerde met twee schepen de uitgang van de baai en overmeesterde de muitende schepen een voor een. Enkele muiters werden geëxecuteerd en twee mannen werden bij vertrek achtergelaten. Aan het einde van de zuidelijke winter kwam de Santiago op een verkenningstocht in een plotselinge storm terecht en verging op de kust. De bemanning wist over land San Julián te bereiken. De vloot hervatte op 17 oktober de speurtocht naar de doorgang.

### Doorsteek naar de Stille Oceaan

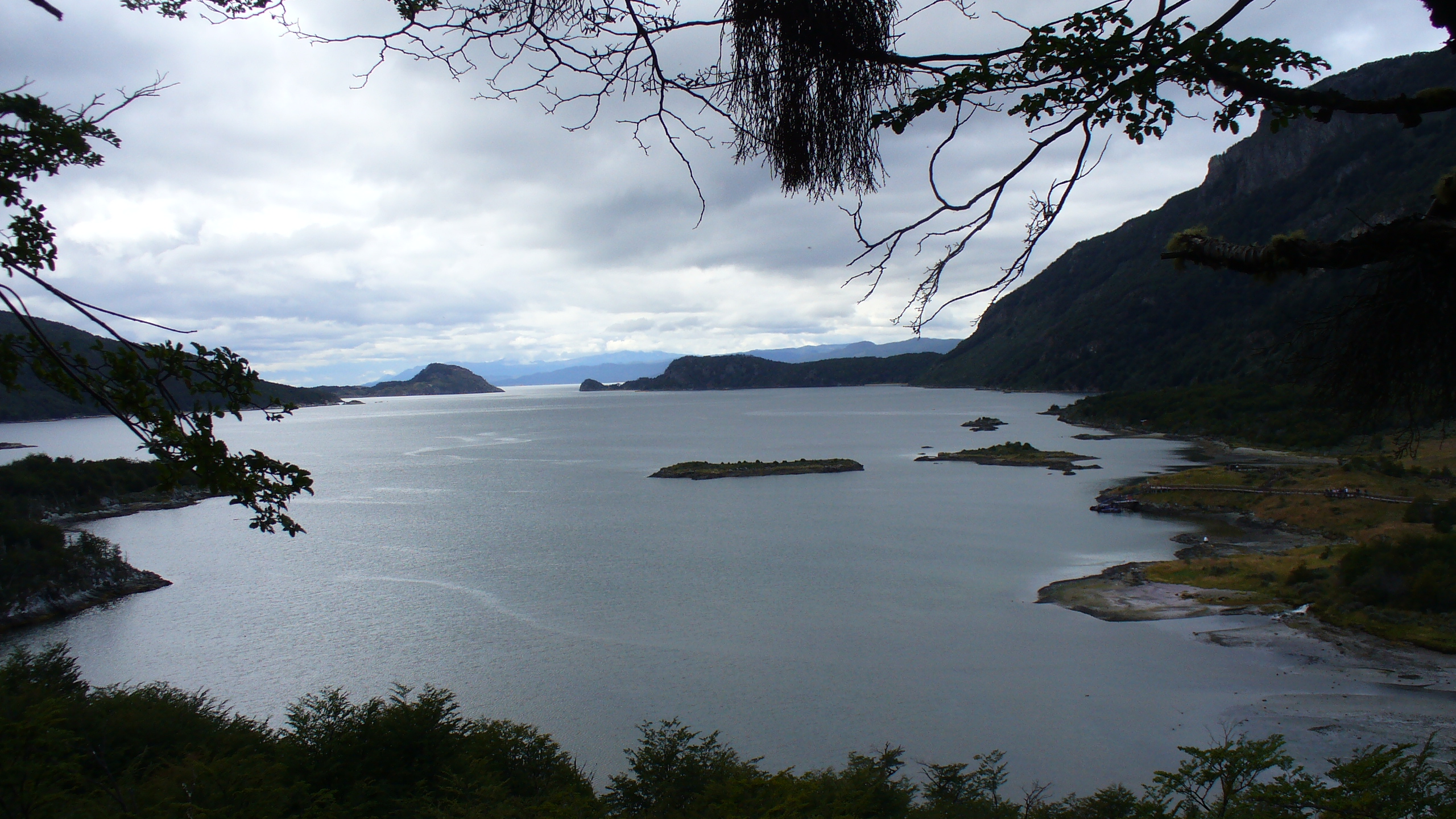
Straat Magellaan

Nog geen vier dagen later, op 21 oktober 1520, vonden de Spanjaarden een ingang op 52 graden zuiderbreedte. De zeestraat tussen Vuurland en het vasteland van Zuid-Amerika kreeg later de naam Straat Magellaan, maar werd door Magellaan Estrecho de Todos los Santos, Allerheiligenstraat, gedoopt. De schepen dienden voorzichtig te navigeren door de smalle zeestraat met zijn vele misleidende inhammen en plotselinge rukwinden, de zogenoemde williwaws. Tijdens het onderzoeken van de straat deserteerde de San Antonio en keerde terug naar Spanje, met een belangrijk deel van de voorraden. Magellaan bereikte na 38 dagen en 600 km varen de Stille Oceaan. De drie overgebleven schepen begonnen aan de reis over de onbekende oceaan. Magellaan zette koers naar het noordwesten, daarbij geholpen door de Humboldtstroom. Vanaf de subtropen stuwde een regelmatige, oostelijke passaatwind hen steeds verder in westelijke richting. Opvallend genoeg kwamen ze op hun 17 500 km lange tocht niet langs de archipels van Polynesië. Ze kwamen dus niet langs de gevaarlijke koraalriffen, maar misten ook mogelijkheden om de proviand aan te vullen. Pigafetta beschreef de barre tocht als volgt:

Op woensdag 28 november 1520 verlieten we de zeestraat en voeren we de Stille Oceaan op, waar we drie maanden en twintig dagen verbleven zonder proviand of andere verversingen aan boord te nemen; we aten slechts verpulverde beschuit vol wormen die stonk naar de urine van de ratten die ervan hadden gevreten. En we dronken voortdurend verontreinigd, geel water. We aten ook runderhuiden, die door de zon, de regen en de wind zeer hard waren geworden. We dompelden ze vier of vijf dagen in zee, braadden ze kort op kolen en aten ze zo. En van de ratten, die voor een halve dukaat per stuk werden verkocht, konden sommigen van ons niet genoeg krijgen. Afgezien van genoemde kwalen was nog het ergste dat het tandvlees in boven- en onderkaak van de meeste mannen opzette, zodat ze niet konden eten. En zo stierven negenentwintig van onze mannen [..]. Maar afgezien van de doden kregen vijfentwintig of dertig van onze mannen allerlei kwalen in de armen, benen of andere lichaamsdelen, zodat er nog maar erg weinig gezonden overbleven.

Het gebrek aan vers voedsel en vitamine C veroorzaakte de door Pigafetta beschreven scheurbuik. Uiteindelijk kon de vloot bij Guam in de Marianen-archipel het anker uitgooien om verse voorraden in te nemen. Magellaan doopte deze nieuwe ontdekking Islas de Ladrones, Dieveneilanden, omdat de bewoners de ruilhandel erg ruimhartig invulden. Vooral ijzerwerk was erg gewild.

### Gedood in de Filipijnen
Magellaan vervolgde na enkele dagen de reis westwaarts. Op 7 april 1521 bereikte de vloot het eiland Cebu van de Filipijnen. Een van de opvarenden was de Maleise slaaf Enrique uit Malakka, die het Maleis van de opvarenden van een tegemoetkomende boot verstond. De aarde was dus gerond. Magellaan knoopte met verschillende lokale heersers vriendschappelijke betrekkingen aan. Maar na enige tijd dwong hij ze steeds vaker met geweld zich te bekeren tot het christendom. Lapu-Lapu, een hoofdman van het eiland Mactan, weigerde zich te bekeren. Op 27 april werden Magellaan en 49 manschappen op het strand van Mactan aangevallen door Lapu-Lapu en 1500 van zijn mannen. Tijdens deze confrontatie werd Magellaan in de branding met een bamboespeer gedood.
Vervolgens keerde ook een bondgenoot, Rajah Humabon, zich tegen de Spanjaarden. Hij kreeg daarbij hulp van de slaaf van Magellaan. Deze had in zijn testament bepaald dat Enrique na zijn dood moest worden vrijgelaten. Zijn opvolger hield zich daar echter niet aan. Op 1 mei werden vervolgens bijna 30 Spanjaarden, onder wie de nieuwe gezagvoerders en andere leidinggevenden, tijdens een feestelijk diner bij de Rajah vermoord.
De resterende Spanjaarden trokken verder. Ze verbrandden de Concepción omdat er niet genoeg bemanning meer voor was. Zes maanden zwierven de Trinidad en de Victoria door de archipel onder leiding van de Spaanse zeeman Juan Sebastián Elcano. Op 8 november 1521 bereikten beide schepen het Molukse eiland Tidore.

### Terugreis over de Indische Oceaan

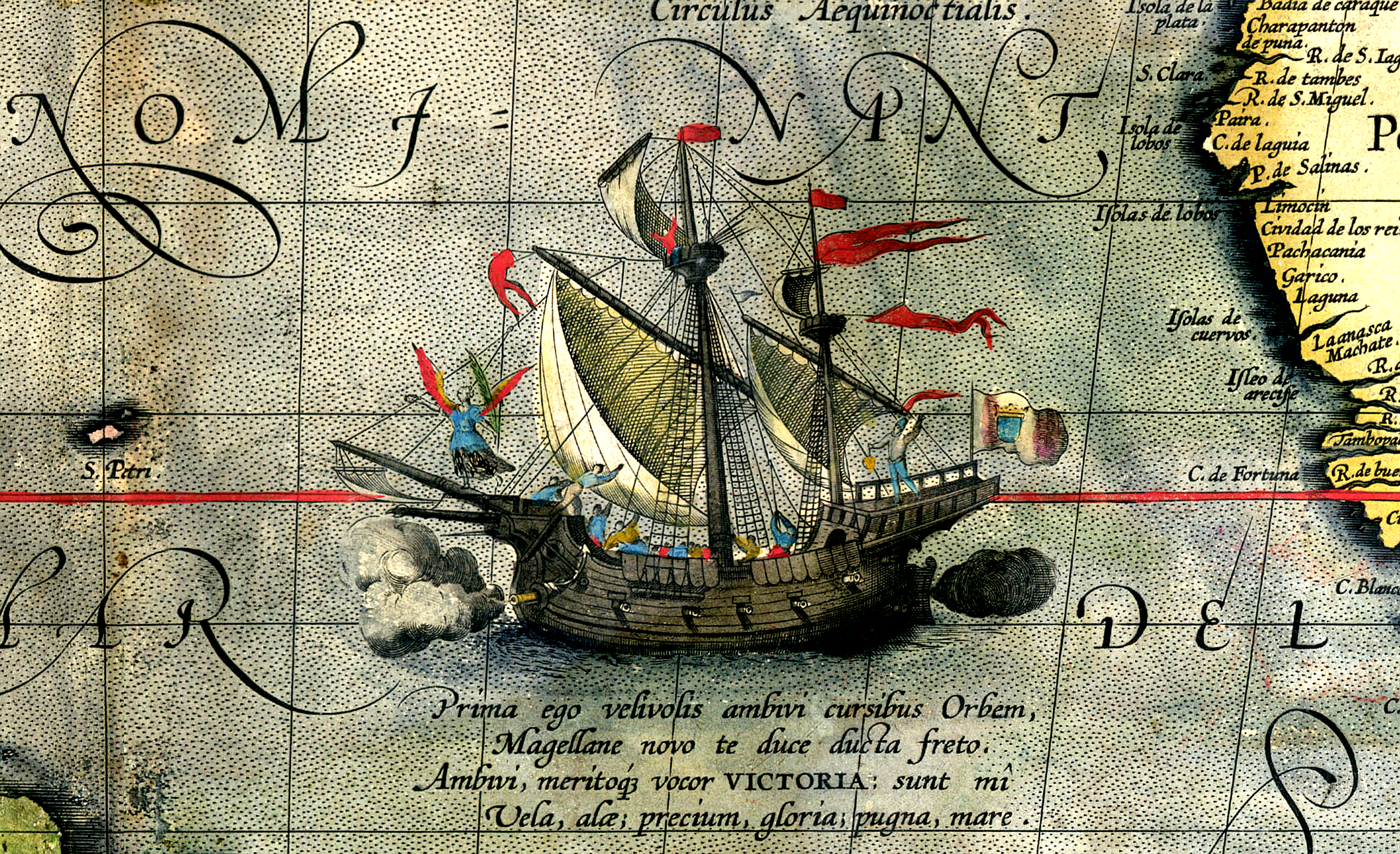
De Victoria, detail van een kaart van Abraham Ortelius uit 1590

Uiteindelijk voltooide slechts één schip de reis rond de wereld. De Trinidad begon te lekken bij vertrek uit Tidore en moest eerst worden gerepareerd. Later viel dit schip in Portugese handen. De zwaar gehavende Victoria kwam op 6 september 1522 in Spanje aan. Vanaf Timor waren ze 149 dagen en 18.000 kilometer zonder te stoppen naar de Kaapverdische Eilanden gezeild. Bij het ronden van Kaap de Goede Hoop hadden ze negen weken tegen winterse stormen moeten opboksen. 18 van de 60 opvarenden waren bij aankomst nog in leven. De rest was ten prooi gevallen aan scheurbuik of op de Kaapverdische Eilanden gevangengenomen door de Portugezen.
Na hun terugkeer werd de resterende bemanning geïnterviewd door Fernão de Oliveira, die het verhaal optekende en publiceerde. Dit handschrift is voorjaar 2023 door de UNESCO toegevoegd aan het programma Memory of the world.

## Nalatenschap
Spanje zond in 1525 een nieuwe vloot naar de Molukken onder commando van García Jofre de Loaísa. Slechts een van de zeven schepen bereikte de Molukken. Latere pogingen waren evenmin succesvol, vanwege de barre omstandigheden rond de straat, de enorme afstanden en de problemen om terug te keren over de Stille Oceaan. De route via Straat Magellaan werd maar zelden gebruikt. Francis Drake had tijdens zijn rondreis rond de wereld in 1578 met 16 dagen de snelste doortocht door de straat, maar anderen waren wel vier maanden bezig. Straat Magellaan raakte als route helemaal in onbruik na de ontdekking van Kaap Hoorn, ruim 300 km zuidelijker, door Jacob le Maire en Willem Cornelisz Schouten in 1616.
Vanuit Nieuw-Spanje slaagde Miguel López de Legazpi er in 1565 wel in om de Filipijnen te koloniseren. Andrés de Urdaneta bezeilde toen als eerste de Stille Oceaan van west naar oost.
Behalve Straat Magellaan zijn de Magelhaense wolken naar hem genoemd, twee lichtende wolken van sterren, die satellietstelsels zijn van het melkwegstelsel. De magelhaenpinguïn dankt zijn naam ook aan de ontdekkingsreiziger.

## Navolging
Zijn tocht om de wereld kreeg later navolging van zeevaarders uit andere landen, onder wie Francis Drake, Thomas Cavendish en Olivier van Noort.